# Бранськ
Бранськ (підляський говір Бранськ, Branśk), (пол. Brańsk) — місто в східній Польщі, на річці Нурець. Належить до Більського повіту Підляського воєводства. Адміністративний центр гміни Бранськ.

## Історія
В ході укріплення кордону Берестейщини з Мазовією, ятвягами та литвинами з півночі на лісистій прикордонній території, між р. Боброю та Нарвою було засновано низку давньоруських городищ. Зокрема, починаючи з ХІ ст. закладаються городища в Суражу і Зайончках над р. Нарвою, Бранську над р. Нурцем та Більську (суч. Більську-Підляському). Пізніше Бранськ входив до складу Галицько-Волинського князівства. По річці Нурець, на якій лежить Бранськ, проходив кордон князівства. Було також містом Дорогичинського удільного князівства. У XIII—XIV століттях місто переживало піднесення. У XIV столітті Бранськ у складі Берестейської землі увійшов до складу Великого князівства Литовського.
Давньоруське городище у Бранську збереглося у розгалуженні річок Нурець i Бронка в X-XI ст. Серед місцевого населення воно називається „Замчиськом”.
Після відносно сприятливого періоду для поселення у Х-ХІІІ ст., на Підляшшя прийшов час виснажливих воєн. Це призвело до припинення життя на довгий час в поселеннях на Верхній Нарві і назавжди у верхній частині суч. Біловезької та Ладської Пущі. Старе руське населення на Підляшші утрималося переважно в околицях найбільших міст – Дорогичина, Більська, Бранська та Суража, що визначали майбутню межу руського та мазовецького ареалів в наступних XIV-XV ст. На захід і північ від цих пунктів натомість простягалися пустки.
У другій половині XIV століття, коли місто належало Великому князівству Литовському, під час підписання мирного договору князями Кейстутом і Ягайлом з хрестоносцями землі довкола Бранська, Берестя, Дорогичина, Більська та Суража згадуються як «Руська країна».
Головні міста на території Північного Підляшшя виросли з поселень біля руських городищ ХІ-ХІІ ст. Так виникли пізньо-середньовічні міста Дорогичин, Більськ, Мельник, Сураж, Нарва і  Бранськ. Магдебурзьке міське право Бранськ отримав у 1493 році. У 1580 році населення міста становило 1746 осіб, які займалися хліборобством, ремеслом та торгівлею сіллю. Бранськ, будучи розташованим на території, яку на межі XIV і XV століть колонізувала мазовецька шляхта, зазнав сильного польського впливу. Однак у середині XVI століття українці все ще становили близько половини населення міста і значно переважали (у співвідношенні 4:1) у селах Бранського королівського староства (Патоки, Годипгів, Йоськи, Залоззя, Свириди, Хоєво, Олексин, Холинки, Чучерепки, Крупки, Маліші, Волиця, Сідлець, Боновські). В околицях Бранська зберігся острівець українського населення, а церква в Годишеві стала найбільш західною церквою на Підляшші. У Бранську в XVI ст. існували дві паралельні вулиці – Руська та Ляцька.
Станом на XVI ст. Бранськ мав понад тисячу мешканців так як Мельник, Кліщелі, Лосиці, Сім'ятичі, Соколів, Венгрів, Ботьки та Орля.

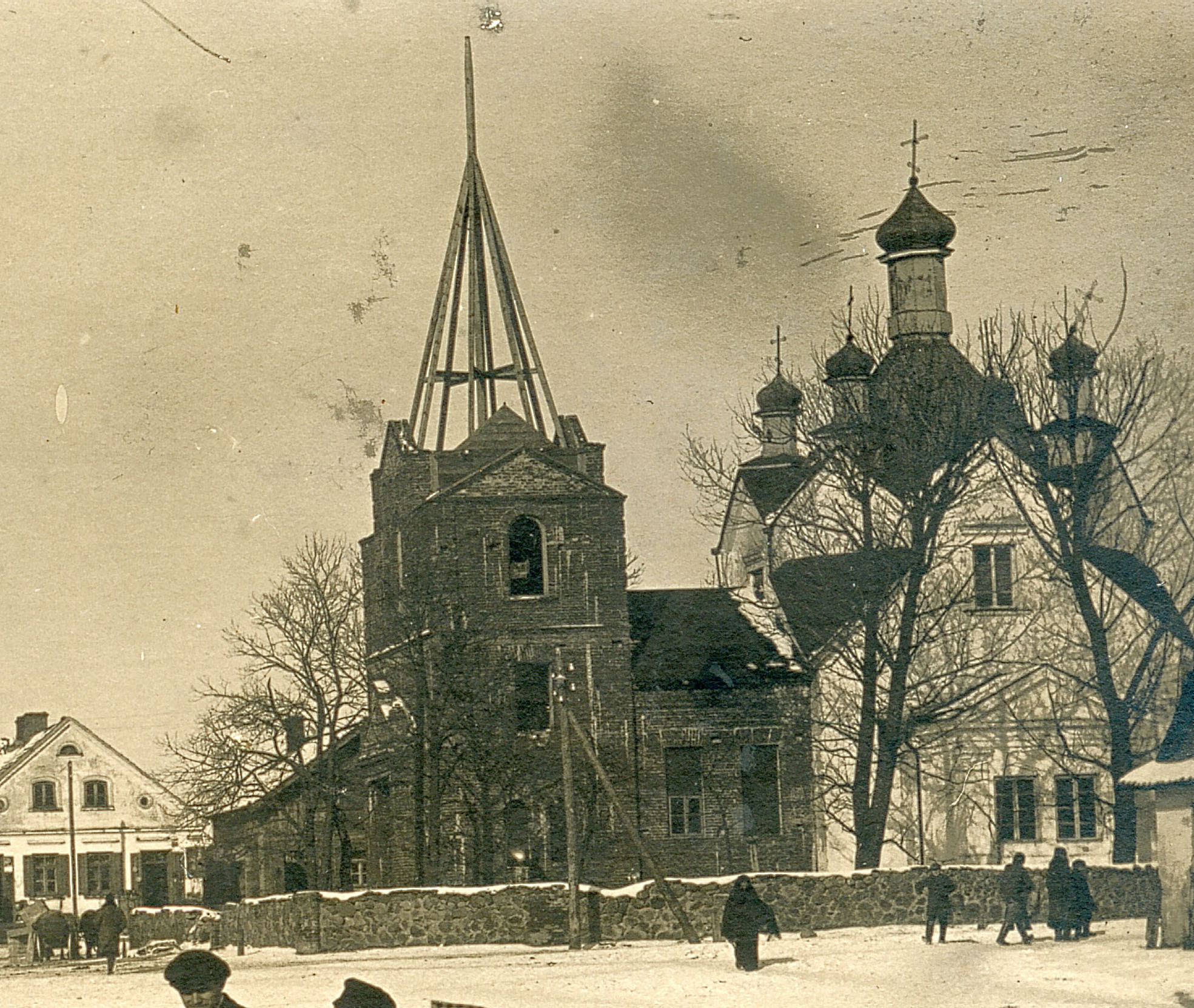
Православна церква у Бранську знищена під час акції Ревіндикації

Бранськ був сильно спустошеним після війн середини XVII століття — у 1662 році у ньому мешкало лише 600 осіб. Це стало причиною сильного зменшення кількості українського населення у самому місті та селах Бранського староства — на спустошених міських та сільських землях вже переважало польське населення.

## Населення
Станом на 30 червня 2012 року у Бранську мешкало 3878 осіб.
У середині XVI століття українці становили близько половини населення міста. Проте через спустошення міста внаслідок війн середини XVII століття кількість українського населення сильно зменшилася, а на спустошених міських та сільських землях вже переважало польське населення. У 1662 році у Бранську мешкало лише 600 осіб.
У 1799 році населення міста становило 1026 осіб. У 1860 році мешкало 1845 осіб, а у 1897 році — 4087. Після війни населення становило 2,5 тисяч осіб. У 1988 році у Бранську мешкало 3407 осіб.

## Релігія

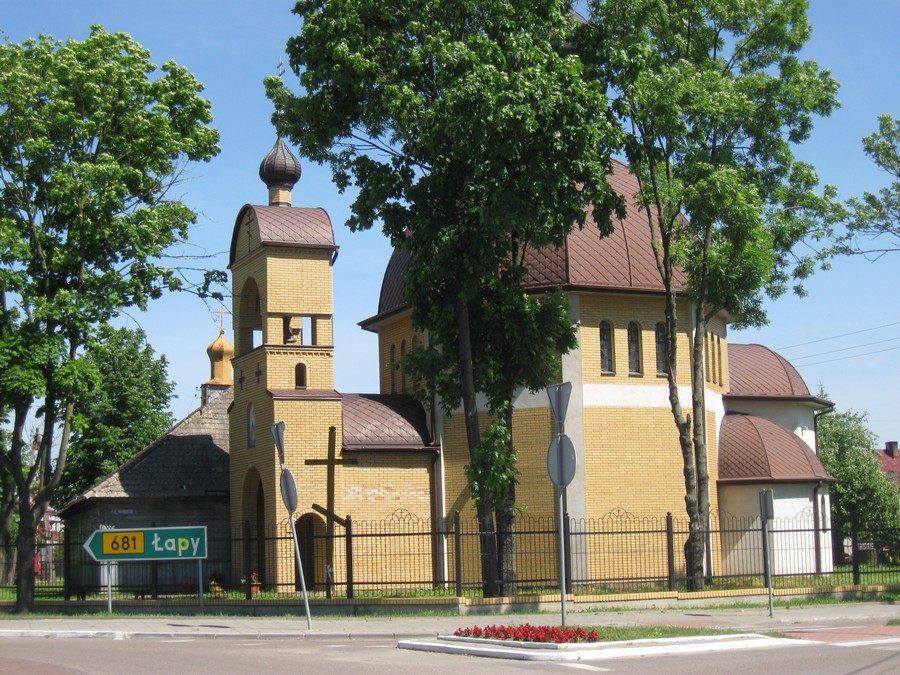
Православна церква Святого Шимона Стовпника у Бранську

Церква у Брянську існувала з часу входження міста до складу Галицько-Волинського князівства. У середині XVI століття вона розташовувалася на Козиній вулиці (Козиному ринку), при ній також був православний цвинтар. На початку XVIII століття до уніатської брянської парафії належали також села — Зані, Свириди, Залуські-Старі, Буйново, Бронка, Ярмаківщина, Керсново, Селець, Гольонки, Жагуни і Братський Млинар. У 1847 році бранська парафія, яка вже тоді була православною парафією, нараховувала 671 прихожан, а у 1888 році — 1114, які мешкали в Бранську і селах Зані, Свириди, Залуські, Олексин, Югіхи, Патоки, Видьгово, Кальниця, Доманово, Онацькі, Березниця, Поплави, Керснівок, Рудка, Оленди, Гольонки.
У 1861 році у місті було побудовано муровану парафіяльну церкву Святого Шимона Стовпника, яку розібрали за вказівками польської влади у міжвоєнному періоді. У той самий час була також ліквідована православна парафія, а будинок плебанії замінений на школу. Парафіяни були віднесені до парафії в Малішах. У 1942 році православному населенню був повернений будинок плебанії, у якому зараз церква, яка і досі належить до парафії в Малішах. У 1943 році церква в Бранську нараховувала 791 парафіянина.

## Галерея

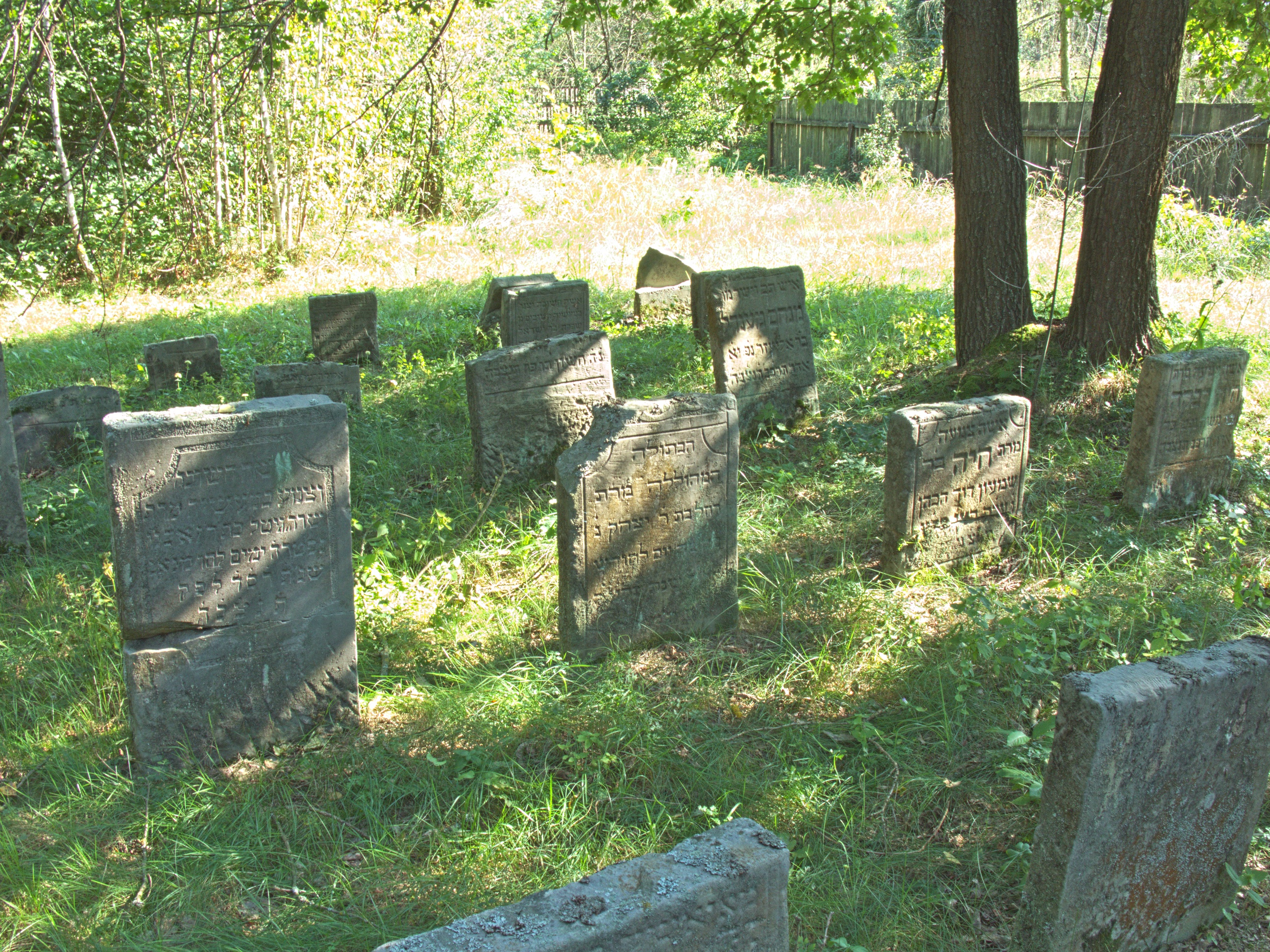
Єврейське кладовище
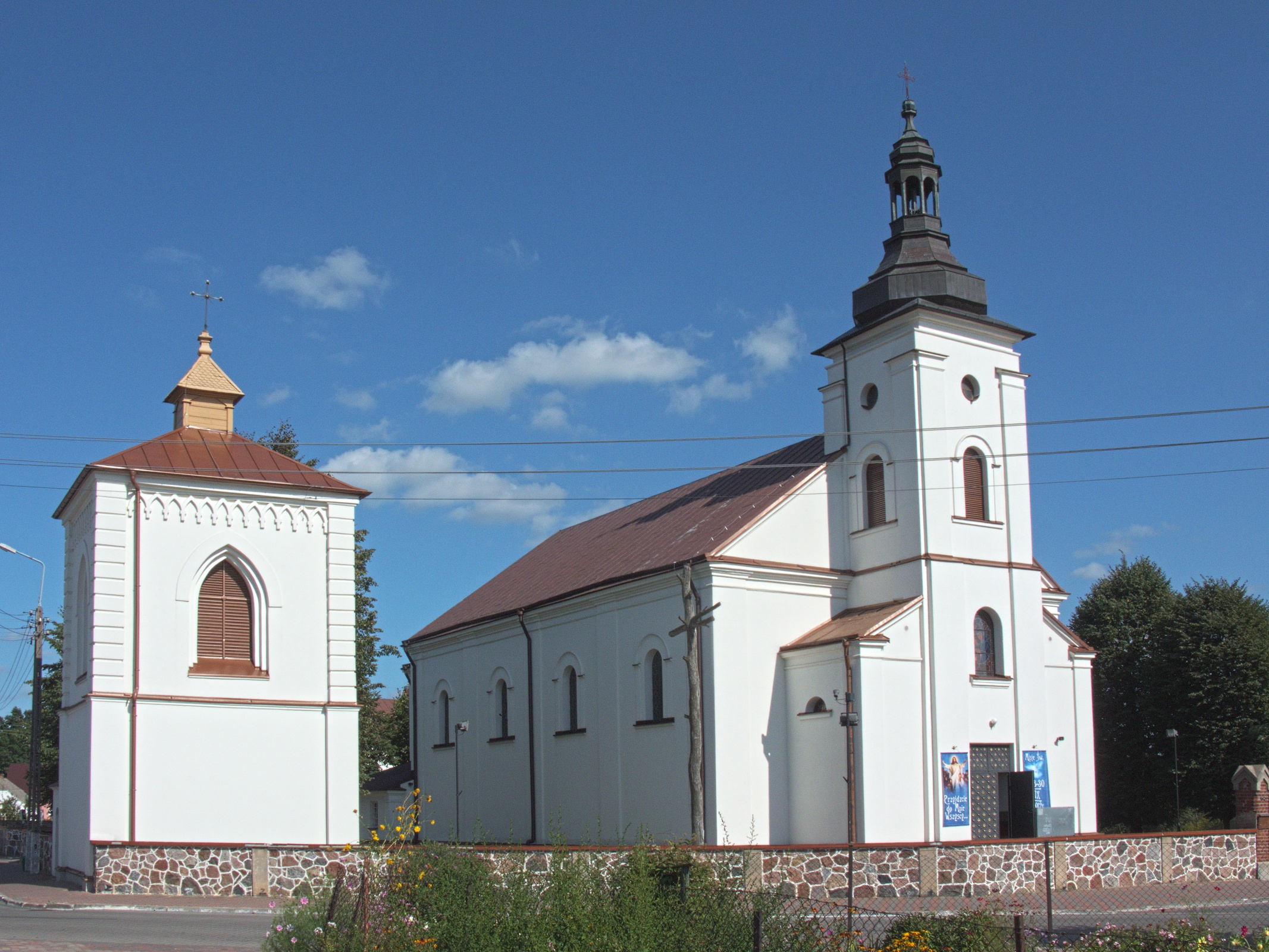
Костел Успіння Пресвятої Богородиці
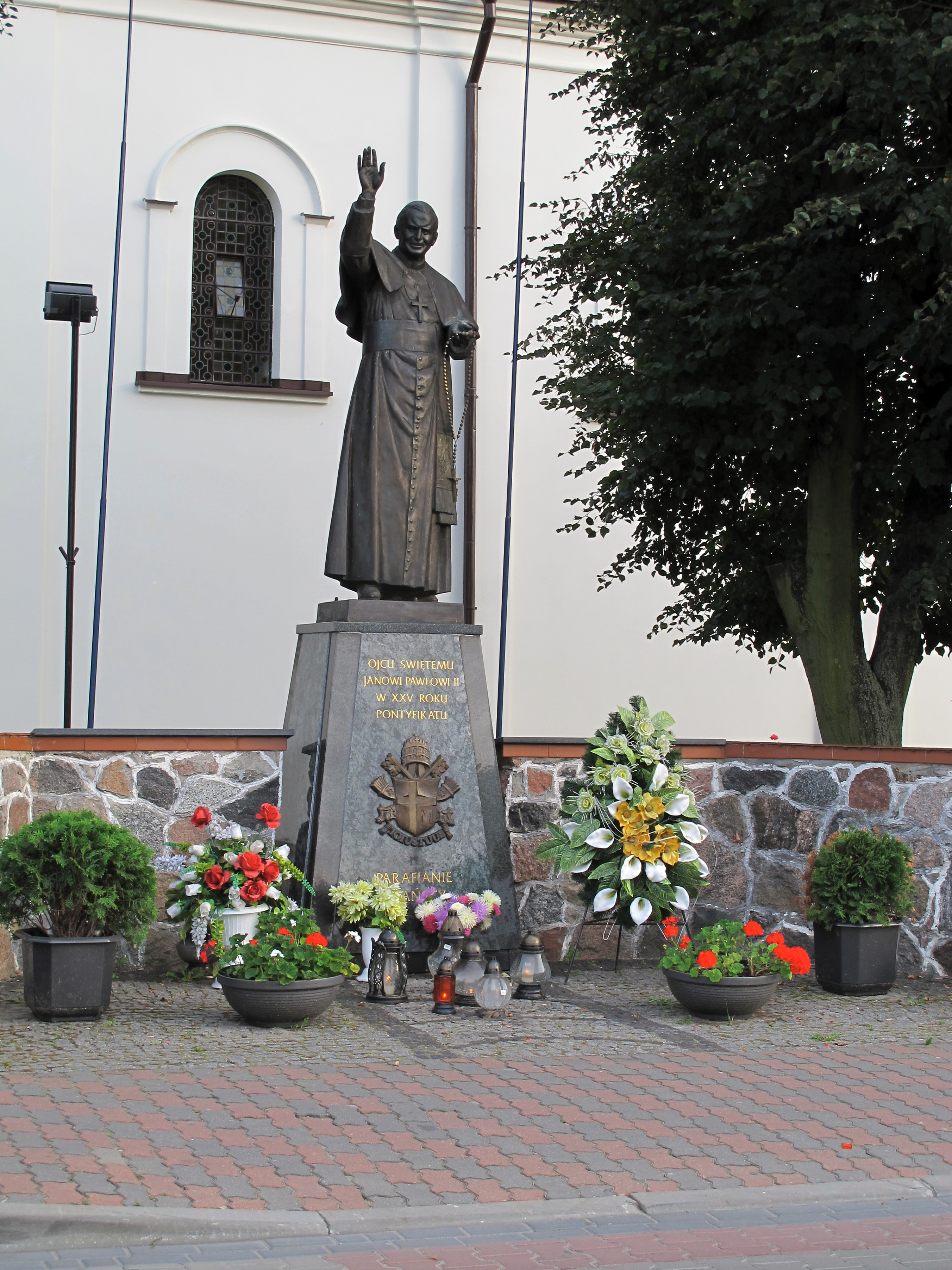
Пам'ятник Івану Павлу II

## Демографія
Демографічна структура станом на 31 березня 2011 року:
|          | Загалом | Допрацездатний вік | Працездатний вік | Постпрацездатний вік |
| -------- | ------- | ------------------ | ---------------- | -------------------- |
| Чоловіки | 1940    | 388                | 1326             | 226                  |
| Жінки    | 1974    | 371                | 1144             | 459                  |
| Разом    | 3914    | 759                | 2470             | 685                  |